# Русская правда (Пестель)

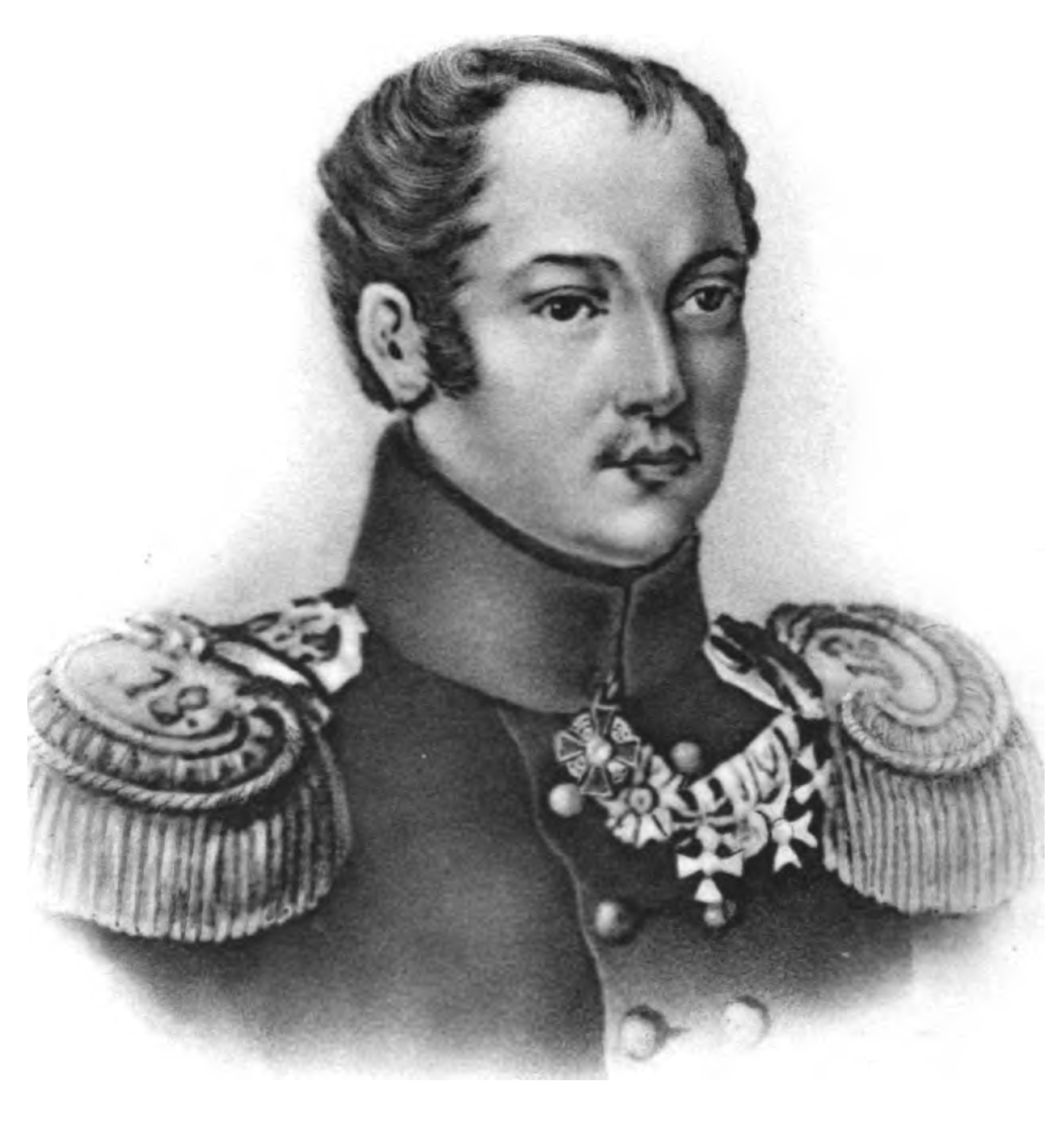
П. И. Пестель

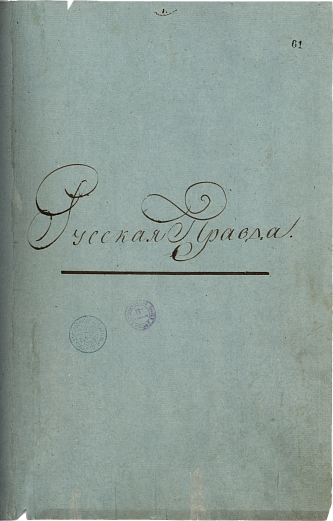
Обложка «Русской правды»

«Ру́сская пра́вда» Павла Ивановича Пестеля — основной программный документ Южного общества декабристов, принятый руководителями его управления в 1823 году.
Полное наименование — «Заповедная государственная грамота великого народа российского, служащая заветом для усовершенствования России и содержащая верный наказ как для народа, так и для временного верховного правления, обладающего диктаторскими полномочиями» — было дано документу П. И. Пестелем в 1824 году.
Краткое изложение документа известно под названием «Конституция Государственный завет».

## История документа
Основные положения «Русской правды», призванной служить руководством к действию после революции, были одобрены руководителями управ Южного общества в 1823 году. Своё название «Русская правда или заповедная грамота для народов России, служащая заветом для государственного устройства России и содержащая верный наказ как для народа, так и для временного народного правительства» документ получил в 1824 году. Работа над ним велась около пяти лет, с 1820 года, с момента доклада Пестеля Союзу благоденствия о преимуществах республиканской формы правления над монархией. Из запланированных 10 глав были написаны только 5.
Глава первая. О земельном пространстве.
Глава вторая. О племенах, Россию населяющих.
Глава третья. О сословиях, в России обитающих.
Глава четвёртая. О народе в политическом отношении.
Глава пятая. О народе в гражданском отношении.

## Проблема текстологии
Существует три редакции «Русской правды», ни одна из них не была завершена. Первый вариант известен по показаниям (очень сжатое изложение) Никиты Муравьёва на следствии, два других сохранились в рукописях Пестеля. Так как ни одна из редакций «Русской правды» так и не обрела законченного вида, исследователи восстанавливали её текст «с большей или меньшей условностью» (Киянская), опираясь на показания декабристов (и, прежде всего, Пестеля), данные ими на следствии, а также подготовительных документов к ней и краткому её изложению (т. н. «Конституция Государственный завет»). Проблемой текстологии «Русской правды» занимались А. Покровский и С. Файерштейн.